# FKラドニチュキ・ルカヴァツ
FKラドニチュキ・ルカヴァツ（FK Radnički Lukavac）は、ボスニア・ヘルツェゴビナのボスニア・ヘルツェゴビナ連邦トゥズラ県ルカヴァツをホームタウンとするサッカークラブである。

## 歴史
1921年5月18日に FK Solvay として創設された。1941年にスヴァチチ (Svačić) に改称されたが、1943年に戦争により活動を停止した。1945年にラドニチュキ (Radnički) に改称、1962年にルダル・ルカヴァツと合併してルカヴァツ (Lukavac) に改称された。1963年にラドニチュキ、1993年8月にルカヴァツに改称された。
1994-95シーズンに全国選手権に出場、ルカヴァツとFKサラエヴォ、ヴルバニュシャ・サラエヴォ、ボスナ・ヴィソコ、ルダル・カカニ、イスクラ・ブゴイノの6チームが参加したヤブラニツァのグループで3位に終わり、ヤブラニツァとサラエヴォ、トゥズラ、ゼニツァで行われた各グループの上位2チームが参加してゼニツァで開催された決勝進出を逃した。
1995年にプルヴァ・リーガBiHが創立され、1995-96シーズンに2位、1996-97シーズンに4位の成績を残し、2000年まで所属した。その後、ボスニア・ヘルツェゴビナ連邦で統一されたリーグが創設され、後にボスニア・ヘルツェゴビナの全国統一リーグとなったが、プレミイェル・リーガには昇格できず、プルヴァ・リーガFBiHに継続して所属した。
2000年にラドニチュキに改称された。
2008年にドルガ・リーガFBiHに降格したが、4年後の2012年にドルガ・リーガFBiH・北地域で優勝してプルヴァ・リーガFBiHに昇格した。
2016-17シーズンにFKゴラジュデ、ブドゥチノスト・バノヴィチ、ボスナ・セマ、ノヴィ・トラヴニクと共にプルヴァ・リーガFBiHから降格した。

## 獲得タイトル
- ドルガ・リーガFBiH：1回
  - 2011-12